# Лышеня, Захар Григорьевич
Захар Григорьевич Лышеня (Лыщеня) (1917—1945) — Гвардии старшина Рабоче-крестьянской Красной Армии, участник Великой Отечественной войны, Герой Советского Союза (1945).

## Биография
Захар Лышеня родился в 1917 году в деревне Пласток (ныне — Любанский район Минской области Беларуси). Окончил неполную среднюю школу. В сентябре 1938 года Лышеня был призван на службу в Рабоче-крестьянскую Красную Армию. С сентября 1941 года — на фронтах Великой Отечественной войны. В боях три раза был ранен. Участвовал в Сталинградской и Курской битвах, битве за Днепр.
К январю 1945 года гвардии старшина Захар Лышеня командовал отделением разведки 43-го гвардейского артиллерийского полка 15-й гвардейской стрелковой дивизии 5-й гвардейской армии 1-го Украинского фронта. Отличился во время освобождения Польши. В ночь с 7 на 8 февраля 1945 года под Вроцлавом Лышеня с товарищем прошёл в немецкий тыл и обнаружил артиллерийскую и миномётную батареи противника, захватил 2 «языка» и важные документы. На обратном пути разведчики попали в засаду. Лышеня был тяжело ранен и остался прикрывать своего товарища, который успешно доставил «языков» и документы к командованию. В бою Лышеня был взят в плен. Несмотря на пытки, он отказался давать сведения о советских частях и был повешен. Позднее тело его было обнаружено наступающими советскими частями и захоронено в селе Собоциско Нижнесилезского воеводства Польши.
Указом Президиума Верховного Совета СССР от 27 июня 1945 года за «образцовое выполнение боевых заданий командования на фронте борьбы с немецкими захватчиками и проявленные при этом отвагу и геройство» гвардии старшина Захар Лышеня посмертно был удостоен высокого звания Героя Советского Союза. Также был награждён орденами Ленина и Красной Звезды, рядом медалей. Навечно зачислен в списки личного состава воинской части.

## Память
В честь Лышени установлен памятник в его родной деревне Пласток, названы улица в Любани, колхоз и школа в деревне Яминск Любанского района Минской области.